# سيلانول

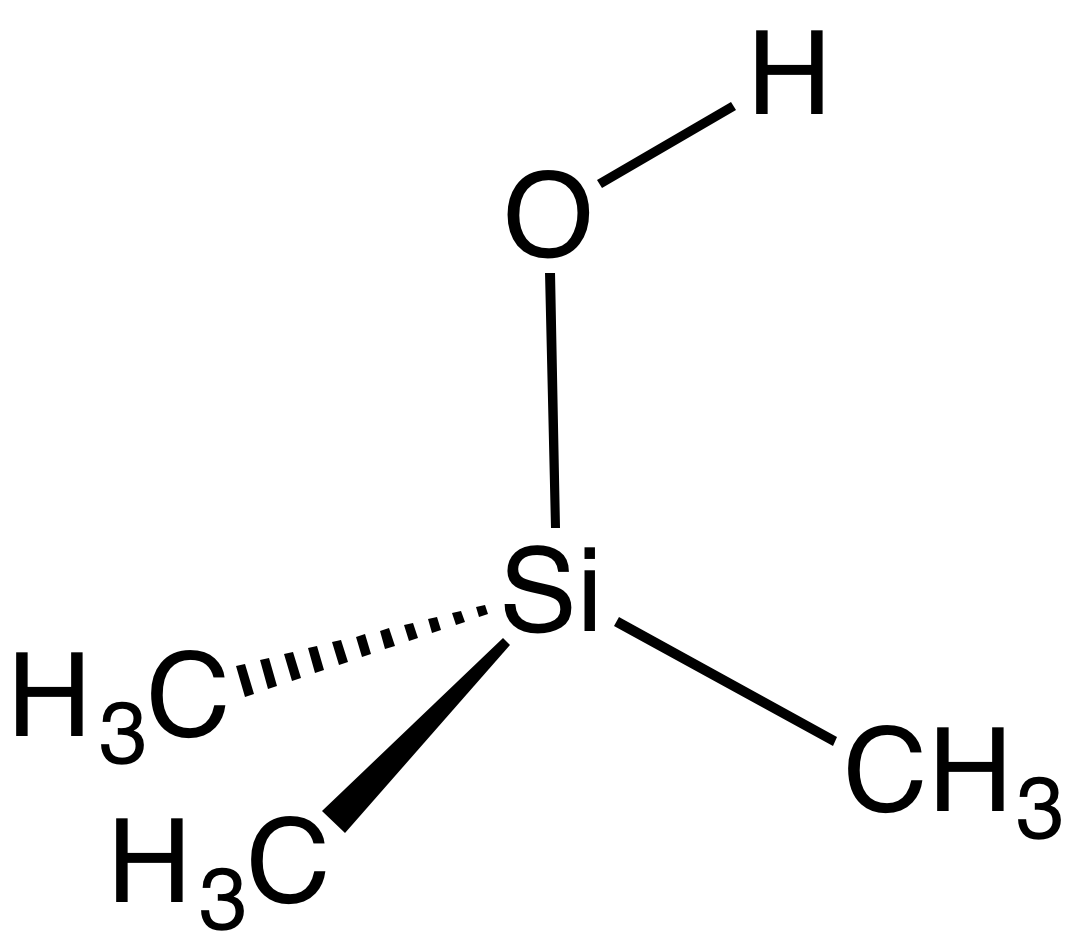
بنية ثلاثي ميثيل السيلانول

السيلانول هي مجموعة وظيفية مؤلفة من ذرة سيليكون مرتبطة بمجموعة هيدروكسيل على الشكل Si–OH-، وتدعى المركبات الحاوية عليها باسم السيلانولات، وفي حال احتوى مركب عضوي على هذه المجموعة فتدعى المركبات باسم السيلانولات العضوية.
لمركبات السيلاتولات أهمية لكونها مركبات وسطية في كيمياء السيليكون العضوية وفي علم تعدين السيليكات.

## الخواص
عادة ما يكون طول الرابطة Si–O في السيلانولات مقدار 1.65 أنغستروم (Å). وفي الطور الصلب يمكن للسيلانولات أن تشكل روابط هيدروجينية.